# Goldfinger (pel·lícula)
 Goldfinger és una pel·lícula britànica de Guy Hamilton, estrenada el 1964. És la tercera part de les aventures de James Bond. Aquesta pel·lícula ha estat doblada al català.

## Argument
En aquesta nova aventura, James Bond segueix la pista d'Auric Goldfinger, un magnat sense escrúpols, sospitós de fer contraban amb les reserves d'or d'Anglaterra. Per a la seva seguretat, el Servei Secret posa a disposició de James Bond un automòbil ple de dispositius especials. Però Bond no pot impedir la mort horrible d'una noia que volia ajudar-lo. Bond no estalviarà forces per desmuntar el pla de Goldfinger, consistent en llançar una bomba atòmica sobre la Reserva Federal de Fort Knox, l'operació Grand Slam, per acaparar el mercat mundial de l'or i augmentar-ne el preu.

## Repartiment
- Sean Connery: James Bond 007
- Gert Fröbe: Auric Goldfinger
- Honor Blackman: Pussy Galore
- Shirley Eaton: Jill Masterson
- Harold Sakata: Oddjob
- Bernard Lee: "M"
- Lois Maxwell: Moneypenny
- Tania Mallet: Tilly Masterson
- Cec Linder: Felix Leiter

## Llocs de rodatge
- Estudis Pinewood
- Stoke Poges Golf Club, Buckinghamshire, Anglaterra
- Suïssa:
  - Fàbrica aeronàutica Pilatus
- Estats Units:
  - Miami, Florida
  - Louisville, Kentucky
  - Fort Knox, Kentucky (exteriors)

## Al voltant de la pel·lícula
- Sean Connery no va anar als Estats Units per al rodatge. Totes les seves escenes americanes van ser rodades als estudis Pinewood.[3]
- Honor Blackman és la primera noia Bond que també va ser l'heroïna de The Avengers (sèrie TV), amb Diana Rigg i Joanna Lumley, totes dues a 007 al servei secret de Sa Majestat.
- Conté la més cèlebre rèplica de la sèrie:

- James Bond: "You expect me to talk ?" (Espera que parli?)

- Goldfinger: "No, Mr Bond, I expect you to die! (No, Sr. Bond, espero que mori!)"

- Fleming va visitar el set de Goldfinger però va morir el 1964, abans que la cinta estigués acabada; per tant, no va poder veure la pel·lícula.
- El primer dia de rodatge, el realitzador Guy Hamilton es va adonar que l'actor alemany Gert Frobe no parlava anglès. Li va demanar que pronunciés les seves frases molt de pressa i les va fer doblar per l'actor britànic Michael Collins.
- Quan 007 electrocuta Oddjob a Fort Knox, l'actor Harold Sakata es va cremar les mans. Guy Hamilton li va demanar per què no havia deixat anar els barrots del dipòsit. Sakata va respondre: "No ha dit "talli! ", llavors m'he agafat."
- L'actriu Honor Blackman portava una joia en forma de dit d'or (goldfinger) de 22 quirats a l'estrena de la pel·lícula, el 17 de setembre de 1964 a Londres. En aquesta ocasió, més de cinc mil seguidors eren a la sala.
- En la còpia original de Goldfinger, el compte enrere de la bomba atòmica de Fort Knox s'atura a 003. Broccoli va fer refer la presa i ho va deixar en 007.

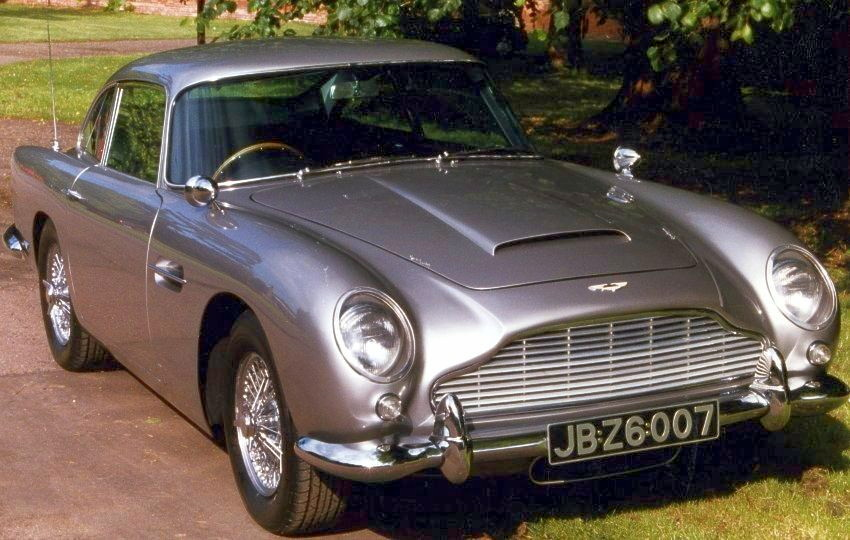
Aston Martin DB5

- En aquesta pel·lícula s'estrena el cotxe Aston Martin DB5. La pantalla radar del vehicle era buida. Els mapes van ser afegits per l'equip dels efectes especials durant la postproducció.
- L'atac a Fort Knox:
  - La decoració del magatzem de Fort Knox estava feta amb falsos lingots d'or, apilats en una alçada de 13 metres, tot sabent que això seria impossible en la realitat a causa del pes dels lingots.[3]
  - L'equip de Ken Adam treballava constantment per llustrar els falsos lingots, i inspirant-se en fotos, Adam va construir una rèplica exacta de l'exterior de Fort Knox, incloent-hi un passeig d'un quilòmetre i mig de formigó; tot plegat va costar més de 100.000 dòlars.
- L'arquitecte modernista Erno Goldfinger va amenaçar de demandar Fleming quan es va veure que el seu cognom havia estat utilitzat per designar un enemic de Bond. Furiós, Fleming va replicar amenaçant de reemplaçar aquest nom pel de Goldprick (cony d'or).
- L'estrena de la pel·lícula a Israel va estar envoltada d'incidents, per la presència de l'actor alemany Gert Fröbe, membre del partit nazi en la seva joventut. Nombroses sales es van negar a projectar-la, fins que un jueu (Mario Blumeneau) va afirmar a l'ambaixada israeliana de Viena, que ell i la seva mare havien estat salvats per l'actor. La pel·lícula es va poder finalment estrenar i batre tots els rècords de públic

## Errors diversos
- Com totes les pel·lícules dels anys 60 (i fins i tot després), Goldfinger té efectes especials característics: és particularment utilitzada la incrustació (sobretot per a les escenes aèries i de conducció). S'hi poden notar també alguns fenòmens estranys (normals a les de James Bond, o a pel·lícules d'acció de l'època), fins i tot d'incoherències, en particular les explosions espectaculars que no tenen raó de ser.
- En l'escena final, James Bond i Pussy aconsegueixen escapar-se d'un avió la cabina del qual ha estat despressuritzada, saltant en paracaigudes. Un tret fa explotar completament un ull de bou; Goldfinger, que és més corpulent que James Bond, és aspirat pel forat, però no Bond. Finalment, quan l'avió xoca amb l'oceà, explota al contacte amb l'aigua.

El 1999, el British Film Institute va situar la pel·lícula en el lloc 70 de la llista de les millors pel·lícules britàniques del segle xx.

## Premis
- Oscar als millors efectes visuals 1965 per Norman Wanstall[4]